# Yuji Yaso
Yuji Yaso (født 31. oktober 1969) er en tidligere japansk fodboldspiller.
Han har spillet for flere forskellige klubber i sin karriere, herunder Gamba Osaka.